# Sveinsdóttir (cratère)
Sveinsdóttir est un cratère d'impact présent sur la surface de Mercure. 
Le cratère fut ainsi nommé par l'Union astronomique internationale en 2008 en hommage à la peintre et artiste textile islandaise Júlíana Sveinsdóttir. 
Son diamètre est de 212,8 km. Il se situe dans le quadrangle d'Eminescu (quadrangle H-9) de Mercure. 